# یاستی تپه
یاستی تپه مربوط به سده‌های اولیه دوران‌های تاریخی پس از اسلام است و در شهرستان نیر، بخش مرکزی، دهستان دورسون خواجه، روستای اسلام‌آباد واقع شده و این اثر در تاریخ ۲۷ بهمن ۱۳۸۷ با شمارهٔ ثبت ۲۴۵۷۰ به‌عنوان یکی از آثار ملی ایران به ثبت رسیده است.